# 杉浦大介
杉浦 大介（すぎうら だいすけ、1975年 - ）はスポーツライター。東京都出身、ニューヨーク在住。MLB、NBA、NFL、ボクシング等を中心に取材、執筆している。

## 経歴
高校球児からアマボクサーを経て、フリーランスのスポーツライターに転身。1999年に渡米し、現在はニューヨーク在住。
『スポーツナビ』『SPORTS COMMUNICATIONS』『スラッガー』『ダンクシュート』『アメリカンフットボールマガジン』『ボクシングマガジン』『日本経済新聞・電子版』『NBA Japan』等、多数の媒体に記事、コラムを寄稿している。

## 著作
- 『MLBに挑んだ7人のサムライ』サンクチュアリ出版、2014年3月。ISBN 978-4861138225。
- 『日本人投手黄金時代』KKベストセラーズ、2014年10月。ISBN 978-4584124550。
- 『イチローがいた幸せ』悟空出版、2016年9月。ISBN 978-4908117282。

## 翻訳
- 『ロベルト・デュラン "石の拳" 一代記』白夜書房、2013年3月11日。ISBN 978-4-86191-957-2

## ラジオ
『bayfm』の『POWER BAY MORNING』に不定期で電話ゲスト出演。